# Thomas Connolly
Thomas Francis „Tom” Connolly, Jr.  (ur. 24 października 1909 w Saint Paul, zm. 24 maja 1996 w Holland) – amerykański gimnastyk, brązowy medalista olimpijski z Los Angeles.
Connolly wstąpił do United States Navy na przełomie lat 20' i 30', w której był pilotem. W czasie II wojny światowej był dowódcą eskadry, za co został odznaczony trzykrotnie Medalem Lotniczym i trzykrotnie Zaszczytnym Krzyżem Lotniczym. Ostatecznie osiągnął stopień wiceadmirała, w latach 60' był dowódcą Floty Pacyfiku, w 1966 odznaczony dwukrotnie Legią Zasługi. Na emeryturę przeszedł w 1971 roku. 